# 峰丘奈知
峰丘 奈知（みねおか なち、10月20日 - ）は、元宝塚歌劇団・花組の娘役。
山梨県中巨摩郡、山梨英和高校出身。身長160cm。愛称は「しいちゃん」。

## 略歴
- 1978年、66期生として宝塚音楽学校に入学。
- 1980年、宝塚歌劇団に入団。「フェスタ・フェスタ」で初舞台。後に花組に配属される。
  - 同期生には、安寿ミラ（元花組トップスター）、こだま愛（元月組トップ娘役）、梢真奈美、毬谷友子、洲悠花、花愛望都などがいる。
- 1981年、『エストレリータ』にて新人公演初ヒロインに抜擢される。
- 1982年、『イブにスローダンスを』でバウホール公演初ヒロインに抜擢される。
- 1992年12月、『心の旅路』『ファンシー・タッチ』の千秋楽をもって、宝塚歌劇団を退団。

## 宝塚歌劇団時代の主な舞台
- 1981年2月、『恋の特ダネ』（バウ）ジャネット
- 1981年5月、『ミステリー・ラブ』（バウ）パミラ
- 1981年10月、『エストリレータ』新人公演：シェイラ（本役：若葉ひろみ）／『ジュエリー・メルヘン』 ＊新人公演初ヒロイン
- 1982年1月、『ボン・ボヤージュ!』（バウ）新人公演：ドロシー（本役：若葉ひろみ） ＊新人公演ヒロイン
- 1982年3月、『春の踊り』／『アルカディアよ永遠に』新人公演：王女サラ（本役：姿晴香）
- 1982年6月、『イブにスローダンスを』（バウ）キャサリン、ジョアンナ　＊バウホール公演初ヒロイン
- 1982年8月、『夜明けの序曲』新人公演：貞（本役：若葉ひろみ）　＊新人公演ヒロイン
- 1983年2月、『霧深きエルベのほとり』ベティ、新人公演：シュザンヌ（本役：ひびき美都）／『オペラ・トロピカル』
- 1983年4月、『ヴェニス、獅子たちの夢』（バウ）ジュリアーナ
- 1983年8月、『マイ・シャイニング・アワー』（バウ）
- 1983年9月、『紅葉愁情』／『メイフラワー』クレア
- 1984年2月、『琥珀色の雨にぬれて』マオ／『ジュテーム』
- 1984年8月、『名探偵はひとりぼっち』ソフィー、新人公演：歌う女（本役：美野真奈）／『ラ・ラ・フローラ』
- 1985年3月、『愛あれば命は永遠に』新人公演：ジョルジュ嬢（本役：美野真奈）
- 1985年6月、『ジャパン・ファンタジー』／『ドリームズ・オブ・タカラヅカ』（第5回ハワイ公演）
- 1985年9月、『テンダー・グリーン』ファー、新人公演：エイブル（本役：美野真奈）／『アンドロジェニー』
- 1986年1月、『微風のマドリガル』アンゼリカ、新人公演：ドンニャ・ルクレシア（本役：美野真奈）／『メモアール・ド・パリ』
- 1986年6月、『真紅なる海に祈りを』オプチーナ、新人公演：チャーミアン（本役：ひびき美都）／『ヒーローズ』
- 1987年2月、『遙かなる旅路の果てに』アネット／『ショー・アップ・ショー』
- 1987年4月、『ドリームズ・オブ・ドリームズ』（バウ）
- 1987年8月、『あの日薔薇一輪』シンディ／『ザ・レビュースコープ』
- 1987年10月、『琥珀色の雨にぬれて』エヴァ／『ヒーローズ』（全国ツアー）
- 1988年2月、『ベルベット・カラー』（バウ）ナナ
- 1988年3月、『キス・ミー・ケイト』ドロシー
- 1988年5月、『タイム・アダージオ』（バウ・東京特別）アンナ・マリア
- 1988年9月、『宝塚をどり讃歌'88』／『フォーエバー!タカラヅカ』エトワール
- 1988年11月、『第5回バウホール・コンサート ソング&ポートレイト』（バウ）
- 1989年1月、『会議は踊る』エヴァ・コナルスキー伯爵夫人／『ザ・ゲーム』
- 1989年6月、『ロマノフの宝石』マリア／『ジタン・デ・ジタン』
- 1989年10月、『TAKARAZUKA』(『宝塚をどり讃歌』／『フォーエバー!タカラヅカ』)（ニューヨーク公演）
- 1990年2月、『ロマノフの宝石』マリア／『ジタン・デ・ジタン』（中日劇場）
- 1990年3月、『ベルサイユのばら - フェルゼン編 - 』ロザリー
- 1990年9月、『秋…冬への前奏曲』ララ・アンデルセン／『ザ・ショーケース』
- 1991年1月、『春の風を君に…』金蓮／『ザ・フラッシュ!』エトワール
- 1991年6月、『ヴェネチアの紋章』レミーネ／『ジャンクション24』
- 1991年9月、『ベルサイユのばら - フェルゼン編 - 』（全国ツアー）ロザリー
- 1992年2月、『白扇花集』／『スパルタカス』ベラ
- 1992年8月、『心の旅路』エルシィ／『ファンシー・タッチ』エトワール　退団公演
- 1992年10月、『フラワー・ドラム・ソング』（バウ）リンダ・ロウ